# Signild Wejdling
Signild Ebba Wejdling, född Danielsson 1859 i Hagfors, död 1938, var en svensk översättare.
Wejdling översatte många av dåtidens populära författare – flertalet idag bortglömda – från engelska, nederländska, tyska och franska. I Libris återfinns runt 50 översättningar, men det torde finnas fler, i synnerhet som hon också översatte följetonger i dagstidningar.
Hon var gift med Reinhold Wejdling (1857–1927).

## Översättningar (urval)
- Paul Lindau: För snöd vinning (Der Agent) (Bonnier, 1899)
- Maria Susanna Cummins: Lykttändaren (The lamplighter) (Hierta, 1899)
- Charlotte Mary Yonge: Arfvingen till Redclyffe (The heir of Redclyffe) ("fri öfversättning") (Hierta, 1901)
- Wilhelm Bode: Goethe såsom människa (Goethes Lebenskunst) (Norstedt, 1902)
- George Meredith: Diana på korsvägen (Diana of the Crossways) (Hierta, 1903–1904)
- Wolf von Baudissin: Eftersökt (Nya Dagligt Allehanda, 1903)
- Alfred Edward Woodley Mason: Miranda (Nya Dagligt Allehanda, 1904)
- Anna Louisa Geertruida Bosboom-Toussaint: Major Frans (Nya Dagligt Allehanda, 1904)
- Clara Viebig: Naturmakter (Hierta, 1905)
- Peter Rosegger: Vildskott: nya berättelser och gestalter från Alperna (Hierta, 1905)
- Georg von Ompteda: Herzeloïde (Hierta, 1905)
- Mary Augusta Ward: Ett Canadas barn (Nordiska förlaget, 1910)
- Charles Wagner: Vad man aldrig kan vara utan (Ce qu'il faudra toujours) (Norstedt, 1912)
- Harold MacGrath: Mannen på kuskbocken (Åhlén & Åkerlund, 1912)
- Henry Rider Haggard: Röda Eva (Åhlén & Åkerlund, 1914)
- Ethel M. Dell: Grottans hemlighet : Roman (The Rocks of Valpré) (Chelius, 1914)
- Mary Roberts Rinehart: "K" (Bonnier, 1916)
- Ida Boy-Ed: Hjältar i det tysta : Roman (Chelius, 1916)
- Frances Hodgson Burnett: Skottspolen : roman (The shuttle) (Bonnier, 1917)
- Léon de Tinseau: Yvonnes giftermål : En roman om kärlekens adelskap (Åhlén & Åkerlund, 1919)
- Horace Annesley Vachell: Parfym och medicin (Bonnier, 1929)